# Калінінград – Краснознаменськ
Калінінград – Краснознаменськ – розташована в межах Калінінградської області Росії західна частина газопровідної системи Мінськ – Вільнюс – Калінінград, яка може діяти у автономному режимі.
Вперше блакитне паливо подали до Калінінграду в 1985 році по нитці діаметром 500 мм. 
У 2000-х роках потреби Калінінградської області суттєво збільшились, передусім за рахунок спорудження Калінінградської ТЕЦ-2. Як наслідок, в 2009-му проклали другу нитку довжиною 139 км, при цьому на ділянці завдовжки 10 км використали діаметр труб 700 мм, тоді як основна частина траси була виконана в діаметрі 500 мм. Крім того, в 2005-му неподалік від кордону з Литвою ввели в дію компресорну станцію «Краснознаменська». Разом це дозволило досягнути пропускної спроможності системи, що працює із робочим тиском 5,4 МПа, на рівні 2,5 млрд м3 на рік.
Від основної траси існує ряд відгалужень, як то:
- в 2003-му проклали ділянку довжиною 23 км до міста Совєтськ, від якої у 2017-му спорудили перемичку завдовжки 20 км та діаметром 300 мм до Талаховської ТЕС;
- у 2011-му стало до ладу відгалуження до міста Гусєв довжиною 32 км та діаметром 300 мм. В 2017-му по цьому ж маршруту проклали дуруг нитку завдовжки 35 км з таким саме діаметром 300 мм, а від Гусєва спорудили перемичку довжиною 13 км та діаметром 400 мм, що прямує до Маяковської ТЕС;
- в 2016-му ввели в експлуатацію відгалуження довжиною 25 км до міста Черняховськ.
За потреби система може працювати у реверсному напрямку та постачати газ із Калінінградського підземного сховища (стало до ладу в 2013) та/або імпортований через термінал ЗПГ Калінінград (завершений у 2019), які сполучені з основним трубопроводом перемичкою довжиною 26 км.
Ще одним споживачем поданого до Калінінграду блакитного палива може бути Прегольська ТЕС.